# Yangdang
Yangdang (chinesisch 楊壋鎮 / 杨垱镇, Pinyin Yángdàng Zhèn) ist eine der kreisfreien Stadt Zaoyang unterstehende Großgemeinde im Norden der zentralchinesischen Provinz Hubei. Yangdang hatte bei der Volkszählung Ende 2010 genau 65.941 Einwohner und eine Fläche von 173 km², davon Stand 2020 rund 12.000 ha Ackerland. Im Dorf Fanzhuang 4,5 km nordwestlich der Stadt wurde am 13. Oktober 1964 der Raumfahrer Nie Haisheng geboren.

## Geschichte
Yangdang hieß ursprünglich „Yangjiadang“ (杨家垱), „Damm der Familie Yang“. Die Gegend ist flach und sumpfig, gleichzeitig führte dort der Weg von Hubei nach Henan hindurch. In der zweiten Hälfte des 17. Jahrhunderts, zu Beginn der Qing-Dynastie, baut die dort ansässige Familie Yang einen kleinen Damm, eine erhöhte Straße, um den Verkehr einfacher zu gestalten. An der Straße eröffneten sie ein kleines Restaurant, um das herum sich im Laufe der Zeit weitere Läden ansiedelten. Die Ansiedlung – im Prinzip eine Straße mit einigen Häusern links und rechts – lag trotz allem sehr tief. Wenn es gelegentlich regnete – die Gegend ist an sich sehr niederschlagsarm – kam es fast immer zu Überschwemmungen. Daher beschloss die Regierung des damaligen Kreises Zaoyang im September 1958, auf einem Erdhügel 1,5 km südöstlich des alten Marktes ein neues Yangdang zu erbauen. Aus dem gesamten Kreisgebiet wurden 500 Facharbeiter zusammengezogen, dazu kamen noch 16.000 Männer und Frauen von der gerade aus den Dörfern der Gemeinde gebildeten Volkskommune Liaoyuan (燎原人民公社). In etwas mehr als drei Monaten wurden an zwei rechtwinklig verlaufenden Straßen dreihundert Gebäude aus grauen Mauerziegeln mit insgesamt 3642 Räumen errichtet. Neben Wohnhäusern, Verwaltungs- und Schulgebäuden gab es auch ein Kaufhaus, einen Kulturpalast und ein Altersheim.
Das Neue Yangdang erlangte landesweite Berühmtheit. Im Zuge des Großen Sprungs nach vorn kamen von überall her Delegationen, um die Musterstadt zu besichtigen, zu dem Projekt wurde auch ein Beitrag für die Wochenschau (中央新闻纪录) gedreht. Wie bei vielen Projekten jener Zeit fand dann aber keine weitere Entwicklung statt. Als 2005 im Zusammenhang mit der Raumfahrtmission Shenzhou 6 zahlreiche Journalisten Yangdang besuchten fanden sie die Stadt noch genauso vor, wie sie 1959 ausgesehen hatte.
Einer der Gründe für die mangelnde Entwicklung war die große Armut in der Gegend, die wiederum durch die natürlichen Gegebenheiten bedingt war. Durch das ebene Gelände – die höchste Erhebung der Gemeinde befindet sich nur 113 m über dem Meeresspiegel – litten die Bewohner in ständigem Wechsel an Überschwemmungen und Dürre. Dazu kam noch, dass der Fluorgehalt des Grundwassers weit über dem für Menschen und Tiere zugelassenen Grenzwert lag, was zu häufigen Erkrankungen und Arbeitsausfall führte. Im Jahr 1988 gab es im Kreis Zaoyang eine Dürre wie seit 400 Jahren nicht mehr. Sämtliche Wasserspeicher auf dem Gebiet der Gemeinde Yangdang waren leer, die gesamte Ernte ging verloren. Daraufhin beschlossen die Provinz Hubei, die damalige bezirksfreie Stadt Xiangfan und die kreisfreie Stadt Zaoyang, ein großangelegtes Bewässerungssystem zu bauen. Am 20. November 1989 fand der erste Spatenstich statt. 3,7 Millionen Kubikmeter Erde wurden bewegt. Beim Dorf Shitaisi, 13 km nordwestlich von Yangdang, wurde Wasser aus dem Fluss Tanghe (唐河) hochgepumpt und in ein Netzwerk von Bewässerungskanälen geleitet. 1993 wurde das System erstmals in Betrieb genommen und dann immer weiter ausgebaut.
Mit der Inbetriebnahme des Bewässerungssystems wurde Yangdang zur Kornkammer von Zaoyang, aber letztendlich blieb das Jahreseinkommen der Landwirte niedrig. 2017 gelang es der Gemeinderegierung jedoch, die Pekinger Jingdong 360° E-Commerce GmbH (北京京东叁佰陆拾度电子商务有限公司), eine Tochtergesellschaft von JD.com, dazu zu bewegen, in Yangdang zu investieren. Am 7. März 2017 wurde mit einem Stammkapital von 10 Millionen Yuan (von der Kaufkraft her etwa 10 Millionen Euro) in der Einwohnergemeinschaft Mitte die Zhentai Himmelsdrachen Viehzucht GmbH (枣阳振泰天龙牧业有限公司) gegründet,
die nach den Vorschriften der ökologischen Landwirtschaft gehaltene Mastrinder mit Silomais füttert, wobei die Rinder als Einstreu ursprünglich als Abfallprodukt verbranntes Weizenstroh erhalten, das danach als Dünger weiterverwertet wird. Dies eröffnete den Landwirten, die in der ersten Jahreshälfte Weizen und in der zweiten Jahreshälfte Mais anbauen, neue Absatzmöglichkeiten, wodurch sich ihr Einkommen verdoppelte. Die Ställe mit gut 6000 Rindern verbrauchen jedes Jahr 40.000 t Stroh, das Stand 2020 für 375 Yuan pro Tonne angekauft wird. Die Firma erzielt Stand 2020 Bruttoeinnahmen von 250 Millionen Yuan im Jahr, wovon 30 Millionen als Nettogewinn bleiben.

## Administrative Gliederung
Die Großgemeinde Yangdang besteht aus vier städtischen Einwohnergemeinschaften und 38 Verwaltungsdörfern. Diese sind:
| Einwohnergemeinschaft Gaodian (高店社区), Regierungssitz der Großgemeinde Einwohnergemeinschaft Lizhuang (李庄社区) Einwohnergemeinschaft Mitte (中心社区) Einwohnergemeinschaft Yuzhuang (余庄社区) Dorf Changying (长营村) Dorf Chenzhai (陈寨村) Dorf Daizhuang (代庄村) Dorf Dianzi (店子村) Dorf Dumiao (杜庙村) Dorf Duzhuang (杜庄村) Dorf Fanzhuang (樊庄村) Dorf Guangsi (光寺村) Dorf Guanting (官亭村) Dorf Haodian (郝店村) | Dorf Haopeng (郝棚村) Dorf Hongshahe (红沙河村) Dorf Huangzhuang (黄庄村) Dorf Huying (胡营村) Dorf Liupo (刘坡村) Dorf Mazhuang (马庄村) Dorf Nieji (聂集村) Dorf Niuzhuang (牛庄村) Dorf Qianwang (前王村) Dorf Shitaisi (石台寺村) Dorf Shizhuang (史庄村) Dorf Sipu (四铺村) Dorf Sizhuang (司庄村) Dorf Sungang (孙岗村) | Dorf Suntian (孙田村) Dorf Sunzhai (孙寨村) Dorf Taoyuan (桃园村) Dorf Xiaohewan (小河湾村) Dorf Xiazhuang (夏庄村) Dorf Xicun (西村村) Dorf Xuechang (薛场村) Dorf Xuzhai (徐寨村) Dorf Yangtian (杨田村) Dorf Yansong (闫宋村) Dorf Zhangguan (张官村) Dorf Zhangzhuang (张庄村) Dorf Zhaotang (赵堂村) Dorf Zhongzhuang (仲庄村) |